# 三浦站 (日本)
三浦站（日语：／ Miura eki */?）是位於岡山縣津山市三浦79號，西日本旅客鐵道（JR西日本）的因美線車站。

## 歷史
- 1963年（昭和38年）4月1日 - 在當地人的請願下，日本國有鐵道（國鐵）因美線開設此站。
- 1987年（昭和62年）4月1日 - 伴隨國鐵分割民營化，車站由西日本旅客鐵道（JR西日本）營運。

## 車站構造
車站是一座建設路堤上的地面車站，設有1面1線單式月台，津山方向的列車會開啟左邊車門，前往津山方向和智頭方向的列車使用同一月台。此站設有廁所。
此站是由津山站管理的無人車站。車站沒有車站大樓，只有候車室。車站出入口直接連接月台。另外，此站沒有自動售票機和乘車站證明票發行機。

## 使用狀況
以下為近年1日平均乘車人次列表：
| 乘車人次變化 | 乘車人次變化    |
| 年度         | 1日平均乘車人次 |
| ------------ | --------------- |
| 1999         | 77              |
| 2000         | 69              |
| 2001         | 57              |
| 2002         | 49              |
| 2003         | 44              |
| 2004         | 48              |
| 2005         | 41              |
| 2006         | 37              |
| 2007         | 37              |
| 2008         | 38              |
| 2009         | 32              |
| 2010         | 30              |
| 2011         | 26              |
| 2012         | 24              |
| 2013         | 22              |
| 2014         | 19              |
| 2015         | 18              |
| 2016         | 15              |
| 2017         | 16              |
| 2018         | 14              |

## 車站周邊
- 岡山縣道·鳥取縣道6號津山智頭八東線（日语：岡山県道・鳥取県道6号津山智頭八東線）
- 加茂川

## 相鄰車站
西日本旅客鐵道（JR西日本）
 因美線
■快速
通過
■普通
美作加茂－三浦－美作瀧尾

## 注腳
1. ↑  .   [2020-01-20]. （原始内容存档于2021-01-26） （日语）.
2. ↑  岡山縣統計年報

## 外部連結
- 三浦｜車站資訊：JR出門網 - 西日本旅客鐵道（日語）